# Juan Ignacio Torres Landa
Juan Ignacio Torres Landa García (León, Guanajuato, 5 de julio de 1959 - San Luis Potosí, San Luis Potosí, 7 de junio de 2013) fue un empresario y político mexicano, miembro del Partido Revolucionario Institucional, que ocupó la Presidencia Municipal y Diputación Federal.
Juan Ignacio Torres Landa era hijo del reconocido político Juan José Torres Landa, gobernador de Guanajuato de 1961 a 1967, Juan fue Presidente Municipal de San José Iturbide, Guanajuato de 1983 a 1985, siendo postulado para ese cargo por candidatura independiente, la primera candidatura independiente en salir victoriosa en la República Mexicana, posteriormente volvió al PRI por el que fue elegido diputado federal a la LV Legislatura de 1991 a 1994.
Postulado candidato del PRI a gobernador de Guanajuato en las Elecciones de 2000, perdió frente al candidato del PAN Juan Carlos Romero Hicks, en 2006 intentó nuevamente ser candidato de su partido en alianza con el Partido de la Revolución Democrática, pero al concretar la alianza decidió no participar en la elección interna. 
El 28 de febrero de 2012 el PRI anunció su postulación por segunda ocasión como candidato a gobernador para las elecciones de dicho año, tras considerar la posible postulación del panista José Ángel Córdova Villalobos; resultó derrotado por el candidato del PAN, Miguel Márquez Márquez.
Falleció en la ciudad de San Luis Potosí, San Luis Potosí, el 7 de junio de 2013 al desplomarse el helicóptero en que viajaba sobre las instalaciones de un campo de golf, falleciendo junto con él otras tres personas, entre ellas Manuel Palacios Alcocer, hermano del también político priista Mariano Palacios Alcocer, y el desarrollador inmobiliario José Oleszcovski Wasserteil.